# Kinyongia tenuis
Kinyongia tenuis är en ödleart som beskrevs av  Paul Matschie 1892. Kinyongia tenuis ingår i släktet Kinyongia och familjen kameleonter. Inga underarter finns listade.